# Passa un treno
Passa un treno è un dipinto di Giuseppe De Nittis. Realizzato prima del 1880, è conservato alla Pinacoteca De Nittis di Barletta.

## Storia
Fu presentato la prima volta alla IV Esposizione Nazionale di Belle Arti di Torino, nel 1880. Passa un treno fu esposto a Parigi alla Expotition J. de Nittis. Tableaux, pastels, acquarelles, dessins, études et croquits, nel 1886. Appartiene al gruppo di opere che, dopo la morte del pittore, furono donate dalla moglie Léontine Gruville al Comune di Barletta, città natale del pittore. In un primo tempo la critica assegnò il dipinto al 1869 e sostenne che il soggetto era ambientato in una campagna dell'Italia meridionale. La data fu in seguito posticipata al 1878-1879: il fazzoletto, portato dalle due contadine in primo piano, e l'albero di betulla non potevano non riferirsi a una campagna francese, oppure fiamminga.

### Descrizione
Giuseppe De Nittis, con uno sbuffo di fumo bianco che attraversa campi aridi, dilatandosi ed espandendosi trasversalmente, rappresenta il procedere del treno, punto di fuga della composizione pittorica.
La linea dell'orizzonte spartisce il dipinto di due parti: in alto, un cielo grigio e livido, con nuvole gravide di pioggia, in una rigida giornata invernale; in basso, campi bruni e secchi, con uno sparuto gruppo di betulle spoglie. In primo piano, a sinistra, due contadine sono chine, di spalle, intente al loro lavoro e indifferenti al passaggio del treno. Il fazzoletto annodato sulla testa fa pensare ad un abbigliamento contadino di tipo francese.
Il moderno mezzo meccanico, in movimento, si inserisce in un paesaggio naturale, attraversando i campi e senza imprimere mutamenti sostanziali alla realtà circostante; come se, una volta svaporato il fumo bianco, tutto debba necessariamente tornare come prima. Il dipinto fu ideato durante uno dei viaggi che Giuseppe De Nittis compì, tra Parigi e Londra, a partire dal 1880.

### Opere su analogo soggetto
De Nittis aveva dipinto nel 1873 due bozzetti, olio su tavola: La ferrovia di Torre Annunziata e Rotaie. Si tratta di due soggetti molto simili, in cui Giuseppe De Nittis rappresentò rotaie che si incrociano, nei pressi di una stazione ferroviaria, ma senza il treno. Le due opere furono ideate probabilmente durante un viaggio tra Napoli e Barletta. Capannoni di una stazione ferroviaria, olio su tela, fu dipinto da De Nittis tra il 1880 e il 1884 e Incrocio di treni, olio su tela, è datato 1884. Queste due ultime opere, di sicura ambientazione francese, sono conservate alla Pinacoteca De Nittis di Barletta.

### Stile
Giuseppe De Nittis apparteneva alla Scuola di Resìna; spesso dipingeva all'aria aperta, scegliendo soggetti di ambiente contadino. Durante i frequenti soggiorni in Francia aveva visto opere della Scuola di Barbizon, cui questo dipinto si ispira, per i colori sobri e per il paesaggio spoglio e solitario. L'attenzione di Giuseppe De Nittis per il passaggio di un mezzo meccanico prelude anche a tematiche tipiche del Futurismo.
L'opera fu esposta a Torino alla IV Esposizione Nazionale di Belle Arti nel 1880, alla Biennale di Venezia nel 1914, a Napoli alla mostra De Nittis e i pittori della "Scuola di Resina" nel 1963, e nel 1991-1992 in Vaticano (Braccio di Carlo Magno) alla mostra Il lavoro dell'uomo da Goya a Kandinskij organizzata per onorare il centenario dell'enciclica Rerum Novarum.